# Alfa (financije)
Alfa (eng. alpha) jest procijenjena profitabilnost vrijednosnog papira u slučaju da je tržište vrijednosnih papira imalo nulti prinos. Alfa koeficijent predstavlja mjesto gdje karakteristični regresijski pravac između kretanja vrijednosnog papira i kretanja tržišta odsijeca vertikalnu os grafikona procijenjenog pravca.